# 2018년 페루 지진
2018년 페루 지진은 2018년 1월 14일 페루에서 발생한 지진으로, 아레키파 주 아카리(Acari) 남남서 방향 약 40km 지점에서 발생하였다. 깊이 36.3 km에서 발생한 이 지진으로, 최소 2명이 숨지고, 65명이 부상을 입었다.
미국 지질조사국(USGS)에서 처음 7.3 규모로 추산하였으나, 이후 7.1로 정정하였다. 지진 관측 이후 태평양 지진해일 경보 센터(PTWC)에서 지진 해일 위험 경보를 발령했으나, 곧 취소하였다.

## 지진 해일 위협 경보
지진 발생 직후인 UTC 9시 26분, 태평양 지진해일 경보 센터에선 페루 해안에 0.3m 가량의 지진 해일 위협 경보를 발령했다. 곧이어 UTC 9시 59분엔 페루 해안에 0.3-1m의 지진 해일이, 칠레 해안엔 0.3m의 지진 해일이 올 수 있다고 경고했다. 하지만 실제 관측한 지진 해일은 거의 없었으며, 1시간 정도 후인 UTC 10시 29분 모든 지진 해일 위협 경보가 해제되었다.

## 같이 보기
- 2007년 페루 지진